# Aphelotoma auricula
Aphelotoma auricula är en insektsart som beskrevs av Edgar F. Riek 1955. Aphelotoma auricula ingår i släktet Aphelotoma och familjen kackerlackesteklar (Ampulicidae). Inga underarter finns listade i Catalogue of Life.